# Vojislava Lukić
Vojislava Lukić (født 31. marts 1987 i Subotica, Jugoslavien) er en kvindelig professionel tennisspiller fra Serbien.
Vojislava Lukić højeste rangering på WTA single rangliste var som nummer 203, hvilket hun opnåede 20. august 2007. I double er den bedste placering nummer 223, hvilket blev opnået 8. oktober 2007. 